# Charles de Plotho d'Ingelmunster

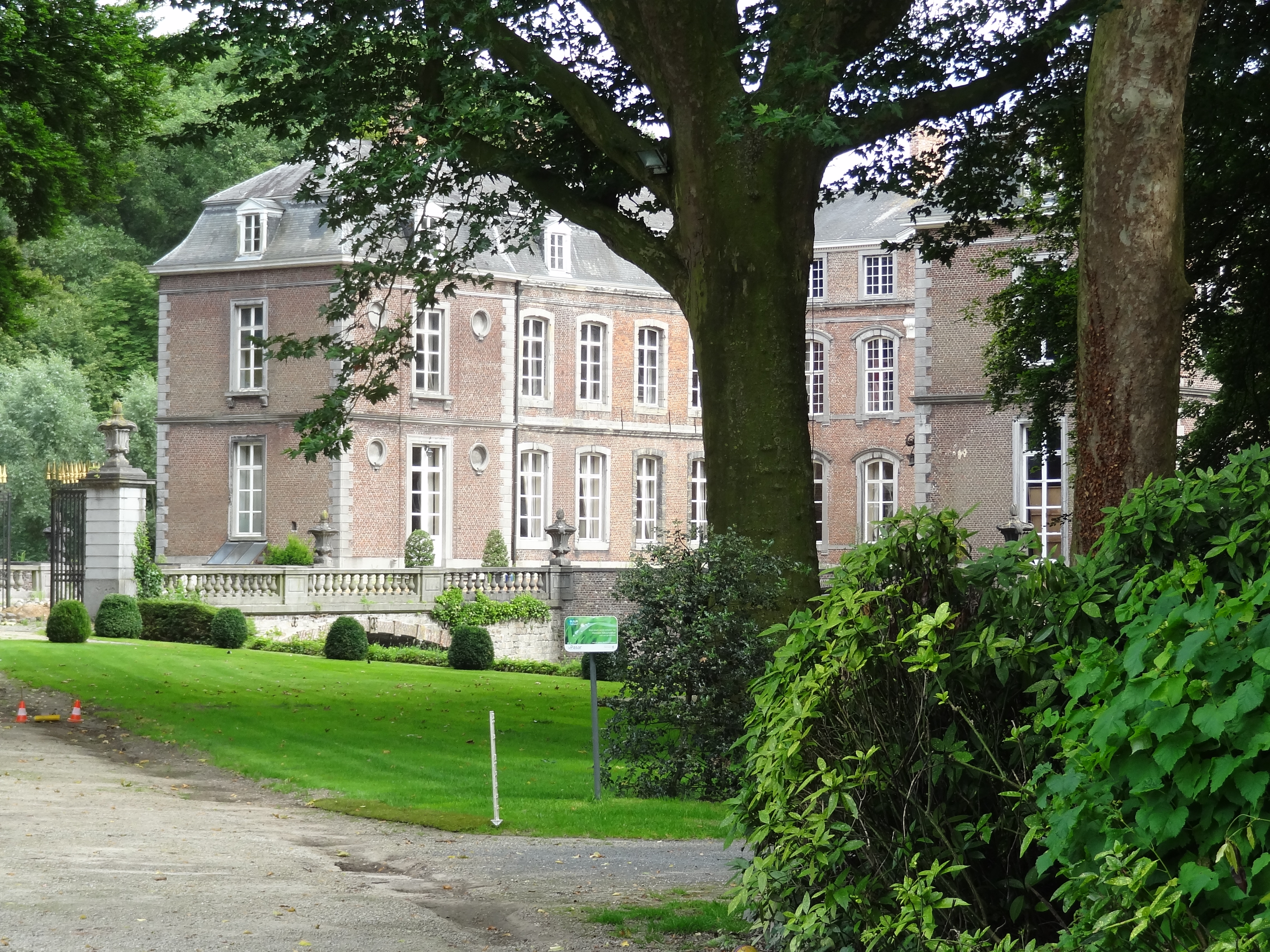
Kasteel de Plotho in Ingelmunster, later van de erfgenamen Descantons de Montblanc

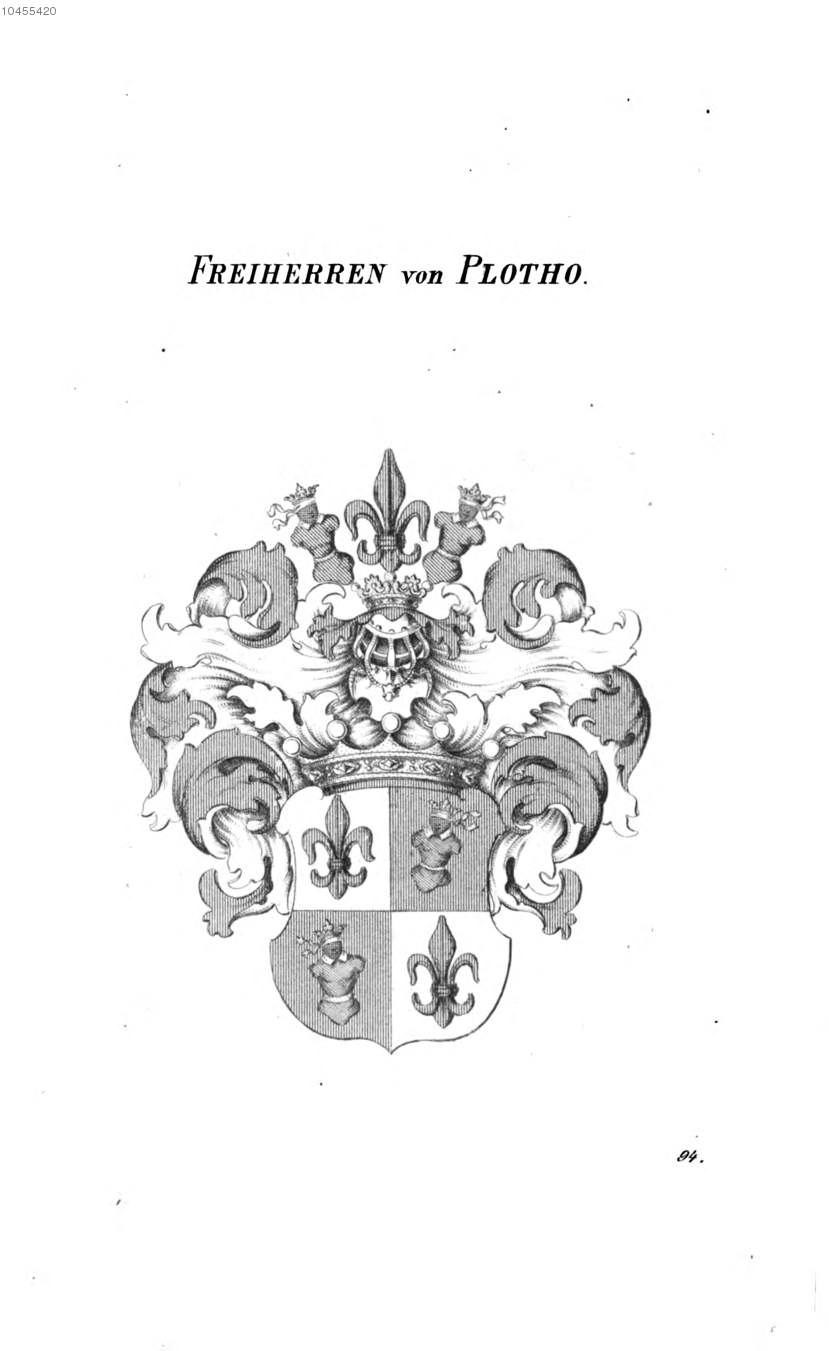
Wapen de Plotho

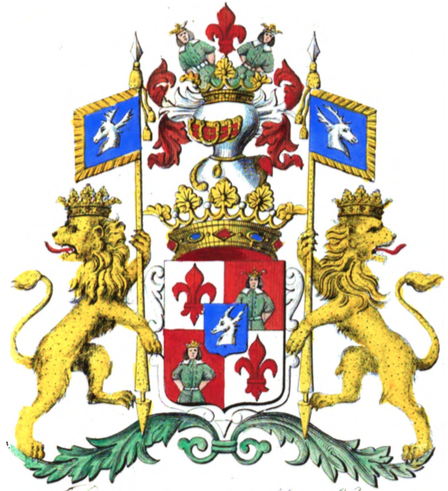
Wapen van de familie Descantons de Montblanc, grotendeels overgenomen van de Plotho

Charles Joseph Louis Marie Ghislain de Plotho d'Ingelmunster (Ingelmunster, 13 februari 1757 - Parijs, 15 juni 1825) was een Zuid-Nederlands edelman.

## Geschiedenis
De familie de Plotho was hoofdzakelijk afkomstig uit het Duitse hertogdom Brunswijk. De mannen waren hoofdzakelijk officier in Duitse regimenten.
In 1643 werd Wolfgang de Plotho als baron (vrijheer) van het Heilige Roomse Rijk bevestigd.

## Levensloop
Charles was de laatste in de rij van de Zuid-Nederlandse Plotho's.
Hij was een zoon van baron Théodore de Plotho en van Marie-Gabrielle de Tournay d'Assignies, afstammende van de graven van Oisy.
Onder het ancien régime was Charles heer van de baronieën Ingelmunster en Wedergraet, heer van Meerbeek, Parey, Zeben en Ringfurt, en infanteriekapitein in Franse dienst. In 1779 werd hij als adellijk lid opgenomen in de Provinciale Staten van Artesië.
In 1816 werd hij erkend in de erfelijke adel met de titel baron, overdraagbaar op alle afstammelingen, en benoemd in de Ridderschap van de provincie West-Vlaanderen.
Hij overleed als vrijgezel en dit betekende het einde van de Zuid-Nederlandse Plotho's. Zijn erfgenamen - ook van de titel 'baron van Plotho' - behoorden tot de familie Descantons de Montblanc.